# Bargawata

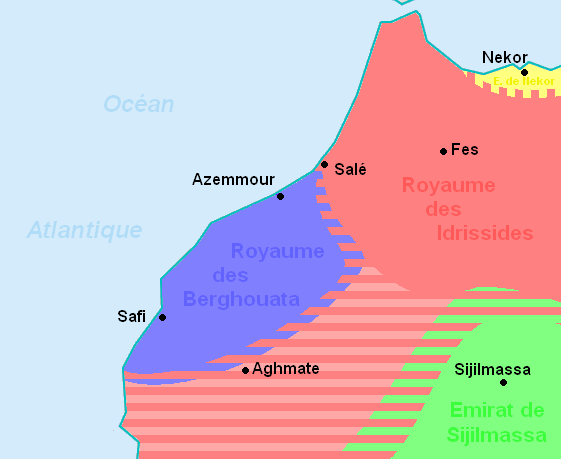
Königreich der Berghouata (blau)

Die Bargawata oder Berghouata (arabisch بورغواطة, DMG Būrġawāṭa) waren ein Berberstamm an der marokkanischen Atlantikküste bzw. in Nordmarokko.

## Geschichte
Nach dem Übertritt zum Islam Anfang des 8. Jahrhunderts und dem Aufstand des Maysara (739–742) bildeten die Bargawata-Berber, als Zweig der Masmuda, an der Atlantikküste zwischen den heutigen Städten Safi und Salé ein eigenständiges Fürstentum. Gründer war Sālih ibn Tarīf (749–795), der am Aufstand des Maysara teilgenommen hatte und sich zum Propheten erhob. Er verkündete eine Religion mit Elementen des orthodoxen, schiitischen und charidschitischen Islams, die mit Astrologie und heidnischen Traditionen vermischt wurde. Auch ein eigener „Koran“ in berberischer Sprache soll existiert haben. 
Unter seinen Nachfolgern al-Yasa (795–842), Yunus (842–885) und Abu Ghufail (885–913) konsolidierte sich das Stammesfürstentum. Auch wurde mit der Mission der Lehre unter den benachbarten Stämmen begonnen. Nach zunächst guten Beziehungen mit dem Kalifat von Córdoba kam es gegen Ende des 10. Jahrhunderts zum Bruch mit den dort regierenden Umayyaden. Zwei umayyadische Feldzüge, aber auch Angriffe der Fatimiden wurden von den Bargawata abgewehrt. Seit dem 11. Jahrhundert kam es zu einem heftigen Kleinkrieg mit den Banu Ifran. Wenn auch die Bargawata dadurch erheblich geschwächt wurden, konnten sie noch die Angriffe der Almoraviden abwehren – so fiel mit Ibn Yasin der geistliche Führer der Almoraviden im Kampf gegen die Bargawata (1059). Erst im Jahr 1149 wurden die Bargawata von den Almohaden als politisch-religiöse Gruppe vernichtet.